# Revista Sul
Revista Sul foi um veículo de comunicação de periodicidade variável publicado em Florianópolis de 1948 a 1957, em trinta edições. A revista era editada pelo Círculo de Arte Moderna, posteriormente conhecido como Grupo Sul. Embora seu principal assunto fosse a literatura, a revista também publicava sobre outras artes e manifestações culturais.

## Características
A Revista Sul foi o primeiro veículo de comunicação moderno dedicado à cultura de Santa Catarina, tendo surgido em 1948 e durado dez anos. Foi o principal veículo de expressão do Círculo de Arte Moderna, grupo catarinense que introduziu as ideias modernistas na Florianópolis da década de 1940. Tendo como integrantes Aníbal Nunes Pires, Salim Miguel, Eglê Malheiros, Ody Fraga e Silva e Antônio Paladino, entre outros, o Grupo Sul publicou em seu periódico prosa, poesia, teatro e inaugurou a vertente crítica no Estado, além de atuar no terreno teatral, plástico e cinematográfico.
A revista tinha como características físicas as capas e ilustrações interiores em preto-e-branco de artistas de diversos lugares. No verso da capa eram publicados poemas na primeira fase da revista, e depois disso os expedientes. A primeira página era quase sempre lugar dos textos de caráter editorial. As últimas páginas da revista, incluindo o verso da contracapa, eram o espaço dedicado ao registro de correspondência com outras publicações (“Recebemos e agradecemos”) e aos anunciantes, enquanto a contracapa geralmente continha o sumário da edição.
A publicação, dirigida por Aníbal Nunes Pires com colaboração de outros membros, teve quatro integrantes que foram constantes durante todas as fases da existência dela; foram eles: Salim Miguel, na crítica e na prosa de ficção; Aníbal e Eglê Malheiros, na poesia; e Ody Fraga e Silva, na dramaturgia. A respeito das fases da revista, dividem-seem três:
1. Edições 1 a 10 (1948-49): quando participaram os membros fundadores Paladino (poeta e cronista), Armando Carreirão (principalmente poeta), Claudio Bousfield e Hamilton Ferreira (ambos sem preferência de gênero literário). Linha editorial indefinida, textos mais curtos, porém maior coesão de grupo. Liderança predominante de Aníbal. Esta fase, que foi aquela em que Ody participou mais ativamente, termina com a morte de Paladino, aos 25 anos, e a ida de Hamilton para o Rio de Janeiro, para exercer a advocacia. Número de páginas em média: 23.
2. Edições 11 a 20 (1950-53): o início desta fase coincide com a viagem de Ody para o Rio de Janeiro. A escalação do grupo sofre mais mudanças. Aumenta a participação de Élio Ballstaedt (articulista), Walmor Cardoso da Silva (poeta) e Archibaldo Neves (articulista e prosador), e surgem três jovens ficcionistas de talento, que iriam acompanhar o grupo até o fim: Guido Wilmar Sassi, J. P. Silveira de Souza e Adolfo Boos Jr. O direcionamento já fica mais claro. Número de páginas em média: 65.
3. Edições 21 a 30 (1953-58): esta é a fase em que a revista apresenta textos mais longos, elaborados, e com maior ênfase na literatura. O historiador Osvaldo Ferreira de Melo Filho é presença frequente. Pedro Taulois, membro antigo, vai para a França, mas continua colaborando. Liderança predominante de Salim. Número de páginas em média: 110.

A partir do número 20, a sequência de textos se estabiliza em artigos e ensaios, logo depois dos editoriais; seção de poesia; seção de contos e crônicas; seção “Notas & comentários”, com vários autores escrevendo sobre os acontecimentos culturais; e uma reportagem sobre evento ou um informe publicitário, quase no final. 

## Ilustrações naSul
Os trabalhos que ilustraram a Sul eram em sua maior parte gravuras, desenhos, reproduções de telas e de fotografias, às vezes de esculturas ou objetos tridimensionais. As capas parecem ter obedecido a duas orientações diferentes, uma na primeira e outra na segunda metade das edições da revista. Até o número 15, a Sul veiculou doze ilustrações em capas, visto que três (1, 2 e 13) não foram ilustradas. Das doze restantes, duas (a 3 e a 4) foram de artistas catarinenses, ou melhor dizendo, de “cariocatarinenses” – Moacir Fernandes e José Silveira D'Ávila, que de SC já haviam saído em 44 para estudar na Escola Nacional de Belas Artes do Rio de Janeiro e por lá ficaram e trabalharam. Nas outras capas, três brasileiros (Luiz Dantas, Iberê Camargo, Plínio Bernhardt e duas vezes Bruno Giorgi); e os estrangeiros Alexander Calder (americano), Juan Del Prete (ítalo-argentino), Frans Masereel (belga), Fayga Ostrower (polonesa-carioca) e Júlio Pomar (português). O que aparentemente poderia parecer um privilégio dado aos artistas de fora era mais devido ao fato de que existiam pouquíssimos artistas modernos na Ilha até então, além da postura mais cosmopolita do grupo.
Nos números 16 a 30, a configuração das capas muda bastante. Não aparecem mais artistas estrangeiros; apenas dois artistas de outros Estados contribuem (o baiano Alberto Ramagem e o gaúcho Carlos Mancuso), além do criciumense Sylvio Bittencourt, que viveu quase toda a vida no Rio de Janeiro e em São Paulo. As outras doze capas foram assinadas por Martinho de Haro (16, 19 e 21), Hugo Mund Jr. (17 e 18), Oswaldo Ferreira de Melo (22), Ernesto Meier Filho (24), Aldo Nunes (25, 27 e 29), Dimas Rosa (26) e Hassis (30). Um motivo para que surgissem mais artistas nesse segundo período foi a própria movimentação e incentivo da Revista Sul, tendo a inauguração do Museu de Arte Moderna de Florianópolis tido papel importante na formação desses artistas.
Quanto à técnica, nem sempre a edição informava qual era utilizada pelos artistas. É assim nas edições 4, 5 e 8, embora seja flagrante que se tratam de gravuras. Nas reproduções, são informadas as técnicas: “pintura” de Calder (nº 6); óleo por Iberê Camargo (nº 9); esculturas de Del Prete (grafado como “Del Preto”, nº 7) e de Bruno Giorgi (nº 10 e 12); xilogravura de Fayga Ostrower (nº 11) e gravura de Plínio Bernhardt (nº 14). 
Os trabalhos mais recorrentes, contudo, são os desenhos de vários artistas nas capas 15 a 22, 24, 26, 28 e 30; e as linoleogravuras de Carlos Mancuso e Aldo Nunes (23, 25, 27, 29). As técnicas de desenho e gravura em preto e branco eram preferidas às outras porque tinham melhor resultado na impressão a linotipo. Por outro lado, as ilustrações internas da revista, que eram poucas na 1ª fase (1-10), aumentaram em quantidade na 2ª fase (11-20) e se tornaram mais presentes e mais representativas do seu lugar de origem na 3ª fase (21-30). 

## Expedientes
A lista a seguir apresenta, por ordem de entrada, os autores que publicaram na Revista e que constam nos expedientes (exceto na edição 8, que não possui expediente impresso):
- Aníbal Nunes Pires – Diretor (1-7, 13-30), Conselho de direção (9-10), Conselho orientador e de redação (11-12).
- Ody Fraga e Silva – Diretor de redação (1-3), Redator (6-7, 13-30), Conselho de direção (9-10), Conselho orientador e de redação (11-12).
- Salim Miguel – Gerente (1-5), Secretário (6-7, 9-12), Conselho orientador e de redação (11-12), Redator (13-18), Diretor (19-30).
- Hamilton Valente Ferreira – Gerente (1-5), Diretor (6), Representante no RJ (7, 9-22).
- Cláudio Bousfield Vieira – Redator (1, 6), Colaborador (2-5).
- Eglê Malheiros – Redatora (1-7, 13-30), Conselho de direção (9-10), Conselho orientador e de redação (11-12).
- Antônio Paladino – Redator (1-5, 9-10), Secretário (6-7). Paladino falece após o lançamento da edição 10.
- Armando S. Carreirão – Redator (1-5, 13), Gerente (6-7, 9-10).
- José Tito Silva – Colaborador (1-5).
- Fulvio Vieira – Redator (2-6, 9-10, 13-26), Diretor (7)
- Archibaldo Cabral Neves – Redator (6-7, 9-10, 13-14), Gerente (11), Conselho orientador e de redação (11-12).
- Walmor Cardoso da Silva – Redator (6-7, 9-10), Conselho orientador e de redação (11-12), Secretário (13-28), Redator (29-30).
- Élio Balstaedt – Colaborador (5), Redator (6-7, 9-10, 13-26), Conselho orientador e de redação (11-12).
- Pedro Taulois – Redator (6-7, 9-10, 13-26), Conselho orientador e de redação (11-12).
- Odílio Malheiros Jor. – Representante no RS (7, 9-10), Conselho orientador e de redação (11), Redator (13-26).
- Sálvio de Oliveira – Conselho de direção (9).
- Doralécio Soares – Colaboração técnica (9-10), Conselho orientador e de direção (11-12), Redator (13-30).
- Margot Ganzo – Redatora (9-10), Conselho orientador e de redação (11).
- Luís Santos – Redator (13-26).
- Marcos de Farias – Redator (17-20).
- Hugo Mund Jr. – Redator (17-26), Representante RJ (23-28).
- João Paulo Silveira de Souza – Redator (17-30).
- Osvaldo Ferreira de Melo Filho – Redator (18-30).
- Adolfo Boos Jr. – Redator (24-30).
- Edmond Jorge – Secretário (26-28), Redator (29).

Há outros: redatores e colaboradores inclusos nos expedientes da revista, mas que nunca chegaram a assinar textos; são eles(as): Silveira Junior (1), Lory Ballod (1-2), Jorge Kazsas (1-2), Lídio Martinho Callado (2-4), Layla Freyesleben (3-6), Alfredo L. Meyer (13-14), Aloísio Calado (13-14), Sylvio E. P. Martins (13-16), Humberto Paz (19-20). E além destes, há numerosos nomes que colaboraram com diversos gêneros de textos, mas que compareceram também como representantes em suas respectivas cidades, estados ou países, a partir da edição 7. É o caso de Guido Wilmar Sassi (Lages, 22-30), entre muitos outros.

## Número de páginas e datas
Número de páginas por edição digitalizada e data de publicação:
| Edição | Páginas | Data            |
| ------ | ------- | --------------- |
| 1      | 20      | 1948, janeiro   |
| 2      | 20      | 1948, fevereiro |
| 3      | 20      | 1948, abril     |
| 4      | 19      | 1948, junho     |
| 5      | 19      | 1948, agosto    |
| 6      | 24      | 1948, dezembro  |
| 7      | 24      | 1949, fevereiro |
| 8      | 24      | 1949, abril     |
| 9      | 28      | 1949, agosto    |
| 10     | 32      | 1949, dezembro  |
| 11     | 30      | 1950, maio      |
| 12     | 36      | 1950, outubro   |
| 13     | 66      | 1951, abril     |
| 14     | 70      | 1951, setembro  |
| 15     | 76      | 1952, março     |
| 16     | 90      | 1952, junho     |
| 17     | 82      | 1952, outubro   |
| 18     | 74      | 1952, dezembro  |
| 19     | 58      | 1953, março     |
| 20     | 75      | 1953, agosto    |
| 21     | 100     | 1953, dezembro  |
| 22     | 92      | 1954, julho     |
| 23     | 100     | 1954. dezembro  |
| 24     | 100     | 1955, maio      |
| 25     | 100     | 1955, agosto    |
| 26     | 132     | 1956, fevereiro |
| 27     | 130     | 1956, maio      |
| 28     | 103     | 1956, dezembro  |
| 29     | 99      | 1957, junho     |
| 30     | 155     | 1957, dezembro  |